# Hauenhof
Hauenhof is een nederzetting in de Duitse gemeente Barchfeld-Immelborn in het Wartburgkreis in Thüringen. De plaats ligt op de plek waar eerder de wüstung Huwindorf lag. Het dorp maakte deel uit van de gemeente Immelborn die in 2012 fuseerde met Barchfeld.